# Пойтресс, Верн
Верн Шеридан Пойтресс (англ. Vern Sheridan Poythress, род. 29 марта 1946, Мадера, Калифорния) — американский философ, богослов, исследователь Нового Завета и математик, в настоящее время являющийся председателем Комитета по надзору за новозаветными исследованиями ESV. Он также является почётным профессором Нового Завета, библейского толкования и систематического богословия в Вестминстерской теологической семинарии и редактором Westminster Theological Journal. 

## Биография
Пойтресс родился в Мадере, штат Калифорния, в 1946 году в семье Рэнсома Х. Пойтресс и Каролы Н. Пойтресс. Он окончил среднюю школу Буллард во Фресно, Калифорния. 
В возрасте 20 лет Пойтресс получил степень бакалавра наук по математике с отличием в Калифорнийском технологическом институте в 1966 году. Там в 1964 году он стал стипендиатом Патнэма. Он получил степень доктора философии по математике в Гарвардском университете, окончив его в 1970 году. Вестминстерская теологическая семинария присвоила ему степени магистра богословия и магистра богословия по апологетике за работу, проделанную в 1971-74 гг. В 1974-76 гг. он получил степень магистра литературы в Кембриджском университете по специальности «Исследование Нового Завета». Он получил степень доктора философии по Новому Завету в Университете Стелленбоша.
В 1983 году Пойтресс женился на Дайан М. Пойтресс. У них двое сыновей: Рэнсом Пойтресс и Джастин Пойтресс.
По состоянию на 2016 год он преподавал Новый Завет и время от времени читал курсы по философии науки и языка в Вестминстерской теологической семинарии в Филадельфии, работу, которую он начал в 1976 году. Его блог с Джоном М. Фреймом в начале 2018 года вошёл в число 50 лучших сайтов христианской популярной культуры.

## Научная мысль
Пойтресс рассматривает научный закон как форму слова Божьего. В 1976 году Пойтресс написал главу «Библейский взгляд на математику», в которой он утверждал (среди прочего), что число вечно, потому что вечна Троица. В статье 1983 года он предположил, что математика — это рифма Вселенной. Его философия науки опирается на работы Томаса Куна.

## Публикации
Пойтресс опубликовал ряд книг в различных областях, таких как христианская философия науки, лингвистика, богословский метод, диспенсационализм, библейский закон, авторское право, герменевтика, переводы Библии, эсхатология и Книга Откровения, включая:
- Philosophy, Science, and the Sovereignty of God. Presbyterian and Reformed[англ.]: 1976, reprinted 2004. ISBN 978-1-59638-002-8.
- Symphonic Theology: The Validity of Multiple Perspectives in Theology. Zondervan: 1987. ISBN 978-0-87552-517-4.
- Understanding Dispensationalists. 2d ed. Presbyterian and Reformed: 1993. ISBN 978-0-87552-374-3.
- Science and Hermeneutics: Implications of Scientific Method for Biblical Interpretation (Foundations of Contemporary Interpretation series, volume 6). Zondervan: 1988. ISBN 978-0-310-40971-7.
- The Shadow of Christ in the Law of Moses, Wolgemuth & Hyatt: 1991, reprinted Presbyterian & Reformed: 1995. ISBN 978-0-87552-375-0.
- God-Centered Biblical Interpretation. Presbyterian and Reformed: 1999. ISBN 978-0-87552-376-7.
- The Returning King: A Guide to the Book of Revelation, Presbyterian and Reformed: 2000. ISBN 978-0-87552-462-7.
- The Gender-Neutral Bible Controversy: Muting the Masculinity of God's Words (with Wayne Grudem). Broadman and Holman: 2000. ISBN 978-0-8054-2441-6.
- The TNIV and the Gender-Neutral Bible Controversy (with Wayne Grudem). Broadman and Holman: 2004. ISBN 978-0-8054-3193-3.
- Redeeming Science: A God-Centered Approach. Crossway Books: 2006. ISBN 978-1-58134-731-9.
- In The Beginning Was The Word: Language--A God-Centered Approach. Crossway Books: 2009. ISBN 978-1-4335-0179-1.
- What Are Spiritual Gifts? (Basics of the Faith series). Presbyterian and Reformed, 2010. ISBN 978-1-59638-209-1.
- Redeeming Sociology: A God-Centered Approach. Crossway Books: 2011. ISBN 978-1-4335-2129-4.
- Inerrancy and Worldview: Answering Modern Challenges to the Bible. Crossway Books: 2012. ISBN 978-1-4335-2387-8.
- Inerrancy and the Gospels: A God-Centered Approach to the Challenges of Harmonization. Crossway Books: 2012. ISBN 978-1-4335-2860-6.
- Logic: A God-Centered Approach to the Foundation of Western Thought. Crossway Books: 2013. ISBN 978-1-4335-3229-0.
- Redeeming Mathematics: A God-Centered Approach. Crossway Books: 2015. ISBN 978-1-4335-4110-0.
- The Lordship of Christ: Serving Our Savior All of the Time, in All of Life, with All Our Heart. Crossway Books: 2016.
- The Miracles of Jesus: How the Savior’s Mighty Acts Serve as Signs of Redemption. Crossway Books: 2016.
- Reading the Word of God in the Presence of God: A Handbook for Biblical Interpretation. Crossway Books: 2016.
- Knowing and the Trinity: How Perspectives in Human Knowledge Imitate the Trinity. P&R: 2018.
- Theophany: A Biblical Theology of God’s Appearing. Crossway Books: 2018.
- Interpreting Eden: A Guide to Faithfully Reading and Understanding Genesis 1-3. Crossway Books: 2019.
- Redeeming Our Thinking about History: A God-Centered Approach. Crossway Books: 2022.
- Redeeming Reason: A God-Centered Approach. Crossway Books: 2023.
- Making Sense of the World: How the Trinity Helps to Explain Reality. P&R: 2024).

Кроме того, он опубликовал ряд научных статей, в том числе:
- A Biblical View of Mathematics // Foundations of Christian Scholarship. — Vallecito, CA : Ross House, 1976. — P. 159–188.
- Structuralism and Biblical Studies. Journal of the Evangelical Theological Society[англ.]. 21. 1978.
- Science as Allegory. Journal of the American Scientific Affiliation[англ.]. 35. 1983.
- Newton's Laws as Allegory. Journal of the American Scientific Affiliation. 35. 1983.
- Mathematics as Rhyme. Journal of the American Scientific Affiliation. 35. 1983.
- The Use of the Intersentence Conjunctions De, Oun, Kai, and Asyndeton in the Gospel of John. Novum Testamentum[англ.]. 26. 1984.
- Reforming Ontology and Logic in the Light of the Trinity: An Application of Van Til's Idea of Analogy. Westminster Theological Journal[англ.]. 57. 1995.
- 2 Thessalonians 1 Supports Amillennialism. Journal of the Evangelical Theological Society[англ.]. 37. 1995.
- Counterfeiting in the Book of Revelation as a Perspective on Non-Christian Culture. Journal of the Evangelical Theological Society[англ.]. 40. 1997.
- Keep on Praying!. Decision. 39 (10). 1998.
- Why Scientists Must Believe in God: Divine Attributes of Scientific Law. Journal of the Evangelical Theological Society[англ.]. 46. 2003.